# Conconully
Conconully és una població dels Estats Units a l'estat de Washington. Segons el cens del 2000 tenia 185 habitants.

## Demografia
Segons el cens del 2000, Conconully tenia 185 habitants, 94 habitatges, i 53 famílies. La densitat de població era de 324,7 habitants per km².
Dels 94 habitatges en un 13,8% hi vivien nens de menys de 18 anys, en un 47,9% hi vivien parelles casades, en un 6,4% dones solteres, i en un 42,6% no eren unitats familiars. En el 31,9% dels habitatges hi vivien persones soles el 12,8% de les quals corresponia a persones de 65 anys o més que vivien soles. El nombre mitjà de persones vivint en cada habitatge era d'1,97 i el nombre mitjà de persones que vivien en cada família era de 2,43.
Per edats la població es repartia de la següent manera: un 11,9% tenia menys de 18 anys, un 3,8% entre 18 i 24, un 21,6% entre 25 i 44, un 32,4% de 45 a 60 i un 30,3% 65 anys o més.
L'edat mediana era de 52 anys. Per cada 100 dones de 18 o més anys hi havia 103,8 homes.
La renda mediana per habitatge era de 23.214 $ i la renda mediana per família de 24.750 $. Els homes tenien una renda mediana de 29.167 $ mentre que les dones 22.000 $. La renda per capita de la població era de 16.168 $. Aproximadament el 17,5% de les famílies i el 18,7% de la població estaven per davall del llindar de pobresa.

## Poblacions més properes
El següent diagrama mostra les poblacions més properes.